# Jenő Fock

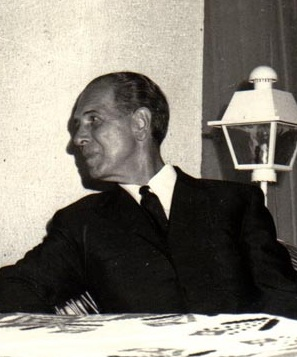
Jenő Fock (1972)

Jenő Fock [ˈjɛnøː ˈfok] (* 17. Mai 1916 in Budapest, Österreich-Ungarn; † 22. Mai 2001 ebenda) war ein ungarischer kommunistischer Politiker und Ministerpräsident.

## Kommunistischer Wirtschaftsfachmann
Fock trat in der Zeit des Horthy-Regimes 1932 der Ungarischen Kommunistischen Partei bei. Während des Zweiten Weltkrieges war er wegen seiner kommunistischen Aktivitäten von 1940 bis 1943 inhaftiert.
Nach der Gründung der Volksrepublik Ungarn am 20. August 1949 wurde er als Wirtschaftsfachmann 1952 bis 1954 Minister für das Hüttenwesen. Nach der Niederschlagung des Ungarn-Aufstandes 1956 wurde er 1957 Sekretär des ZK der Ungarischen Sozialistischen Arbeiterpartei (USAP) und danach 1961 Stellvertretender Ministerpräsident. Von 1957 bis 1980 ist er zudem Mitglied des Politbüros des ZK.

## Ministerpräsident 1967 bis 1975
Am 14. April 1967 wurde er als Nachfolger von Gyula Kállai Ministerpräsident. Während seiner Amtszeit versuchte er vergeblich die Einführung einiger marktwirtschaftlicher Elemente. Diese Versuche scheiterten jedoch am Rat für gegenseitige Wirtschaftshilfe. Als Folge musste Fock schließlich am 15. Mai 1975 zu Gunsten von György Lázár zurücktreten.
1945 bis 1947, 1958 bis 1967 sowie 1971 bis 1985 war Fock Abgeordneter der Nationalversammlung. Später war er Präsident des „Verbandes der technischen und wissenschaftlichen Gesellschaften“.

## Auszeichnungen
- 1970: Großes Goldenes Ehrenzeichen am Bande für Verdienste um die Republik Österreich[1]